# Copa Europeia de Atletismo Sub-23 de 1992
A 1ª Copa Europeia de Atletismo Sub-23 foi disputada entre os dias  18 e 19 de Julho de 1992, nas cidades de Gateshead, no Reino Unido, e  em Villeneuve-d'Ascq, na França. As equipas participantes foram divididas em duas divisões, A e B. Cada divisão  foi composta de 35 provas distribuídas entre 19 masculina e 16 feminina. 
A competição foi restrita a atletas que não completaram seu 23º aniversário em 1992, ou seja, nascidos em 1970 ou mais tarde (incluindo atletas juniores). Esta regra foi interpretada de maneira diferente pela Bulgária e pela Grécia, enviando também atletas nascidos em 1969. 

## Divisão A
A divisão A foi disputada em Gateshead, no Reino Unido. As equipes da Comunidade dos Estados Independentess e da Polônia foram excluídas. 

### Classificação das equipes
| Posição | Nacionalidade | Pontos |
| ------- | ------------- | ------ |
| 1       | Alemanha      | 95     |
| 2       | Reino Unido   | 75     |
| 3       | Itália        | 70     |
| 4       | Finlândia     | 55     |
| 5       | França        | 55     |
| 6       | Espanha       | 47     |
| 7       | CEI           | DNS    |
| 7       | Polónia       | DNS    |

| Posição | Nacionalidade  | Pontos |
| ------- | -------------- | ------ |
| 1       | Reino Unido    | 87     |
| 2       | Alemanha       | 72     |
| 3       | Roménia        | 69     |
| 4       | Itália         | 68     |
| 5       | Checoslováquia | 67     |
| 6       | Espanha        | 46     |
| 7       | Hungria        | 37     |
| 8       | CEI            | DNS    |

### Resultados
Esses foram os resultados da Divisão A. 
Masculino
| Evento                             | Ouro                                                                              | Ouro     | Prata                        | Prata    | Bronze                                                                    | Bronze   |
| ---------------------------------- | --------------------------------------------------------------------------------- | -------- | ---------------------------- | -------- | ------------------------------------------------------------------------- | -------- |
| 100 m [nota1]                      | Christian Konieczny · Alemanha                                                    | 10.92    | Andrea Amici · Itália        | 10.94    | Pedro Pablo Nolet · Espanha                                               | 11.04    |
| 200 m                              | Giorgio Marras · Itália                                                           | 21.17    | Alexander Lack · Alemanha    | 21.31    | Steve Gookey · Reino Unido                                                | 21.31    |
| 400 m                              | David Grindley · Reino Unido                                                      | 45.57    | Florian Hennig · Alemanha    | 46.90    | Thierry Jean-Charles França                                               | 47.19    |
| 800 m                              | Curtis Robb · Reino Unido                                                         | 1:49.46  | Davide Cadoni · Itália       | 1:49.78  | Mark Eplinius · Alemanha                                                  | 1:49.91  |
| 1500 m                             | Abdelkader Chékhémani França                                                      | 4:03.64  | Jörg Schneider · Alemanha    | 4:03.90  | Amos Rota · Itália                                                        | 4:04.30  |
| 5000 m                             | Francesco Bennici · Itália                                                        | 13:31.79 | Carsten Eich · Alemanha      | 13:32.25 | Jon Brown · Reino Unido                                                   | 13:33.06 |
| 3000 m com obstáculo               | Keith Cullen · Reino Unido                                                        | 8:37.74  | Kim Bauermeister · Alemanha  | 8:51.02  | Albert Casals · Espanha                                                   | 8:56.35  |
| 110 m com barreiras                | Mike Fenner · Alemanha                                                            | 13.94    | Antti Haapakoski · Finlândia | 13.97    | Laurent Ottoz · Itália                                                    | 13.97    |
| 400 m com barreiras                | Enzo Franciosi · Itália                                                           | 50.76    | Ismo Hameenniemi · Finlândia | 51.59    | Alain Droguet França                                                      | 51.67    |
| Revezamento 4 x 100 metros [nota2] | Alemanha                                                                          | 39.67    | Itália                       | 39.96    | Espanha · Frutos Feo · Jose Carlos Rivas · Luis Turón · Pedro Pablo Nolet | 40.03    |
| Revezamento 4 x 400 metros         | Reino Unido · David McKenzie · David Greenling · Mark Richardson · Du'aine Ladejo | 3:01.03  | Alemanha                     | 3:07.93  | França                                                                    | 3:08.16  |
| Salto em altura                    | Steve Smith · Reino Unido                                                         | 2.25 m   | Hendrik Beyer · Alemanha     | 2.25 m   | Javier López-Barajas · Espanha                                            | 2.15 m   |
| Salto com vara                     | Tim Lobinger · Alemanha                                                           | 5.50 m   | Petri Peltoniemi · Finlândia | 5.40 m   | Gérald Baudouin França                                                    | 5.30 m   |
| Salto em distância                 | Georg Ackermann · Alemanha                                                        | 7.94 m   | Jean-Luc Poussin França      | 7.62 m   | Luca Passera · Itália                                                     | 7.47 m   |
| Salto triplo                       | Julian Golley · Reino Unido                                                       | 16.21 m  | Hrvoje Verzi · Alemanha      | 16.03 m  | Julio López · Espanha                                                     | 16.02 m  |
| Arremesso de peso (6 kg)           | Markus Koistinen · Finlândia                                                      | 18.65 m  | Thorsten Herbrand · Alemanha | 18.50 m  | Matthew Simson · Reino Unido                                              | 18.22 m  |
| Arremesso de disco (1,75 kg)       | Glen Smith · Reino Unido                                                          | 57.58 m  | Cristian Ponton · Itália     | 55.08 m  | Sven Schwarz · Alemanha                                                   | 55.02 m  |
| Arremesso de martelo (6 kg)        | Jason Byrne · Reino Unido                                                         | 71.86 m  | Karsten Kobs · Alemanha      | 70.16 m  | David Chaussinand França                                                  | 69.18 m  |
| Lançamento de dardo                | Mika Parviainen · Finlândia                                                       | 77.26 m  | Myles Cottrell · Reino Unido | 71.36 m  | Christian Benninger · Alemanha                                            | 71.36 m  |

- nota1 : O evento de 100 m foi vencido inicialmente por Jason Livingston,do Reino Unido (10,72s), mas foi desclassificado por infringir as regras de doping da IAAF.
- nota2 : O evento de revezamento de 4 × 100 m foi inicialmente ganho pelo Reino Unido (39.11s), mas a equipe foi desqualificada por infração às regras de doping da IAAF pelo membro da equipe Jason Livingston.

Feminino
| Evento                             | Ouro                               | Ouro    | Prata                                                                                     | Prata   | Bronze                             | Bronze  |
| ---------------------------------- | ---------------------------------- | ------- | ----------------------------------------------------------------------------------------- | ------- | ---------------------------------- | ------- |
| 100 m                              | Aileen McGillivary · Reino Unido   | 11.65   | Melanie Paschke · Alemanha                                                                | 11.75   | Laura Galligani · Itália           | 11.95   |
| 200 m                              | Paula Cohen · Reino Unido          | 24.10   | Giada Gallina · Itália                                                                    | 24.15   | Jana Schönenberger · Alemanha      | 24.30   |
| 400 m [nota3]                      | Julia Merino · Espanha             | 52.91   | Ionela Târlea · Roménia                                                                   | 53.69   |                                    |         |
| 800 m                              | Fabia Trabaldo · Itália            | 2:03.91 | Birte Bruhns · Alemanha                                                                   | 2:04.44 | Liliana Sălăgean · Roménia         | 2:04.94 |
| 1500 m                             | Lisa York · Reino Unido            | 4:09.34 | Gabriela Szabo · Roménia                                                                  | 4:13.11 | Katje Hoffmann · Alemanha          | 4:17.04 |
| 3000 m                             | Paula Radcliffe · Reino Unido      | 9:07.69 | Gabriela Szabo · Roménia                                                                  | 9:12.27 | Andrea Sollárová · Tchecoslováquia | 9:12.53 |
| 100 m com barreiras                | Keri Maddox\| · Reino Unido        | 13.63   | Giuliana Spada · Itália                                                                   | 13.88   | Mona Steigauf · Alemanha           | 13.91   |
| 400 m com barreiras                | Louise Fraser · Reino Unido        | 56.73   | Gesine Schmidt · Alemanha                                                                 | 56.87   | Elisa Manni · Itália               | 57.05   |
| Revezamento 4 x 100 metros         | Alemanha                           | 44.08   | Reino Unido · Aileen McGillivary · Marcia Richardson · Geraldine MclLod · Katharine Merry | 44.15   | Itália                             | 45.50   |
| Revezamento 4 x 400 metros [nota4] | Tchecoslováquia                    | 3:33.87 | Reino Unido · Michelle Thomas · Nicola Crowther · Claire Raven · Louise Fraser            | 3:34.46 |                                    |         |
| Salto em altura                    | Antonella Bevilacqua · Itália      | 1.92 m  | Šárka Nováková · Tchecoslováquia                                                          | 1.92 m  | Oana Musunoiu · Roménia            | 1.88 m  |
| Salto em distância                 | Monica Toth · Roménia              | 6.36 m  | Yinka Idowu · Reino Unido                                                                 | 6.20 m  | Elisa Andretti · Itália            | 6.15 m  |
| Salto triplo                       | Šárka Kašpárková · Tchecoslováquia | 14.00 m | Concepción Paredes · Espanha                                                              | 13.78 m | Ashia Hansen · Reino Unido         | 13.31 m |
| Arremesso de peso (6 kg)           | Heike Hopfer · Alemanha            | 17.04 m | Anna Luongo · Itália                                                                      | 15.89 m | Monika Stefanovic · Hungria        | 15.80 m |
| Arremesso de disco (1,75 kg)       | Nicoleta Gradinaru · Roménia       | 62.58 m | Anja Gündler · Alemanha                                                                   | 58.54 m | Petra Jurásková · Tchecoslováquia  | 53.40 m |
| Lançamento de dardo                | Susanne Riewe · Alemanha           | 57.78 m | Mandy Liverton · Reino Unido                                                              | 56.74 m | Claudia Isaila · Roménia           | 55.98 m |

- nota3 : O evento de 400 m foi inicialmente ganho por Manuela Derr da Alemanha (52,86s), mas foi desqualificado por violação das regras de doping da IAAF.
- nota4 : O evento de revezamento de 4 × 400 m foi inicialmente vencido pela Alemanha (3: 32.69), mas a equipe foi desqualificada por infração às regras de doping da IAAF pelo membro da equipe Manuela Derr.

## Divisão B
A divisão B foi disputada em Villeneuve-d'Ascq, na França.

### Classificação das equipes
| Posição | Nacionalidade  | Pontos |
| ------- | -------------- | ------ |
| 1       | Checoslováquia | 109    |
| 2       | Suécia         | 108    |
| 3       | Hungria        | 93     |
| 4       | Grécia         | 73     |
| 5       | Roménia        | 71     |
| 6       | Portugal       | 71     |
| 7       | Bulgária       | 69     |
| 7       | Suíça          | 69     |

| Posição | Nacionalidade | Pontos |
| ------- | ------------- | ------ |
| 1       | França        | 101    |
| 2       | Finlândia     | 87     |
| 3       | Bulgária      | 79     |
| 4       | Suécia        | 72.5   |
| 5       | Portugal      | 70     |
| 6       | Países Baixos | 69     |
| 7       | Noruega       | 59.5   |
| 8       | Bélgica       | 36     |

### Resultados
Esses foram os resultados da Divisão B.
Masculino
| Evento                       | Ouro                                                                | Ouro     | Prata | Prata | Bronze | Bronze |
| ---------------------------- | ------------------------------------------------------------------- | -------- | ----- | ----- | ------ | ------ |
| 100 m                        | Georgios Theodoridis · Grécia                                       | 10.61    |       |       |        |        |
| 200 m                        | László Kiss · Hungria                                               | 21.29    |       |       |        |        |
| 400 m                        | A Sachov · Bulgária                                                 | 46.58    |       |       |        |        |
| 800 m                        | Pavel Soukup · Tchecoslováquia                                      | 1:49.05  |       |       |        |        |
| 1500 m                       | Patrik Johansson · Suécia                                           | 3:42.77  |       |       |        |        |
| 5000 m                       | Claes Nyberg · Suécia                                               | 13:59.16 |       |       |        |        |
| 3000 m com obstáculo         | Florin Ionescu · Roménia                                            | 8:53.72  |       |       |        |        |
| 110 m com barreiras          | Claes Albihn · Suécia                                               | 13.78    |       |       |        |        |
| 400 m com barreiras          | Pedro Rodrigues · Portugal                                          | 50.17    |       |       |        |        |
| Revezamento 4 x 100 metros   | Hungria · György Dobos · László Kiss · I Sami · Csaba Asztalos      | 40.47    |       |       |        |        |
| Revezamento 4 x 400 metros   | Hungria · Miklós Arpasi · Miklós Gyulai · Tibor Szél · Dusán Kovács | 3:10.55  |       |       |        |        |
| Salto em altura              | Tomáš Janků · Tchecoslováquia                                       | 2.19 m   |       |       |        |        |
| Salto com vara               | Martin Eriksson · Suécia                                            | 5.40 m   |       |       |        |        |
| Salto em distância           | Konstadinos Koukodimos · Grécia                                     | 8.15 m   |       |       |        |        |
| Salto triplo                 | Tibor Ordina · Hungria                                              | 16.38 m  |       |       |        |        |
| Arremesso de peso (6 kg)     | Miroslav Menc · Tchecoslováquia                                     | 18.04 m  |       |       |        |        |
| Arremesso de disco (1,75 kg) | Ionel Oprea · Roménia                                               | 57.22 m  |       |       |        |        |
| Arremesso de martelo (6 kg)  | Savas Saritzoglou · Grécia                                          | 71.88 m  |       |       |        |        |
| Lançamento de dardo          | Joakim Nilsson · Suécia                                             | 73.96 m  |       |       |        |        |

Feminino
| Evento                       | Ouro                                                               | Ouro    | Prata                                                                              | Prata   | Bronze                                                                                     | Bronze  |
| ---------------------------- | ------------------------------------------------------------------ | ------- | ---------------------------------------------------------------------------------- | ------- | ------------------------------------------------------------------------------------------ | ------- |
| 100 m                        | Lucrécia Jardim · Portugal                                         | 11.44   | Petya Pendareva · Bulgária                                                         | 11.51   | Odiah Sidibé França                                                                        | 11.52   |
| 200 m                        | Lucrécia Jardim · Portugal                                         | 23.28   | Petya Pendareva · Bulgária                                                         | 23.31   | Anita Mormand França                                                                       | 23.32   |
| 400 m                        | Francine Landre França                                             | 52.43   | Ester Goossens · Países Baixos                                                     | 53.43   | Anna-Karin Svantesson · Suécia                                                             | 54.15   |
| 800 m                        | Patricia Djaté França                                              | 2:08.08 | Susana Cabral · Portugal                                                           | 2:08.92 | Marjo Piipponen · Finlândia                                                                | 2:09.15 |
| 1500 m                       | Malin Ewerlöf · Suécia                                             | 4:22.42 | Céline Martin França                                                               | 4:23.09 | Olga Jeleva · Bulgária                                                                     | 4:23.42 |
| 3000 m                       | Marina Bastos · Portugal                                           | 9:14.71 | Gunhild Halle · Noruega                                                            | 9:18.04 | H Nikkanen · Finlândia                                                                     | 9:26.13 |
| 100 m com barreiras          | Annette Simon França                                               | 13.60   | Marika Salminen · Finlândia                                                        | 13.75   | Sandra Barreiro · Portugal                                                                 | 13.89   |
| 400 m com barreiras          | Frida Johansson · Suécia                                           | 56.08   | Carole Nelson França                                                               | 56.61   | Mari Bjone · Noruega                                                                       | 58.50   |
| Revezamento 4 x 100 metros   | França Anita Mormand Odiah Sidibé Florence Ropars Christine Arron  | 44.54   | Bulgária · Petya Pendareva · D Petkova · Desislava Dimitrova · Ekaterina Tocheva   | 44.89   | Países Baixos · Petra Huybrechtse · Jacqueline Poelman · Anoek van Diessen · Elja den Os   | 45.26   |
| Revezamento 4 x 400 metros   | França Marie-Louise Bévis Nicole Hylaire F Borelys Francine Landre | 3:36.12 | Suécia · Anna-Karin Svantesson · Monica Lundgren · Asa Carlsson · Marie Westerlund | 3:36.70 | Países Baixos · Ester Goossens · Jorien Kranendijk · Marianne de Vries · Anoek van Diessen | 3:40.47 |
| Salto em altura              | Desislava Aleksandrova · Bulgária                                  | 1.87 m  | Heidi Paesen · Bélgica                                                             | 1.85 m  | Katja Kilpi · Finlândia                                                                    | 1.82 m  |
| Salto em distância           | Iva Prandzheva · Bulgária                                          | 6.62 m  | Erica Johansson · Suécia                                                           | 6.58 m  | Cristina Morujão · Portugal                                                                | 6.28 m  |
| Salto triplo                 | Caroline Honoré França                                             | 13.37 m | Marika Salminen · Finlândia                                                        | 13.18 m | Lene Espegren · Noruega                                                                    | 12.80 m |
| Arremesso de peso (6 kg)     | Corrie de Bruin · Países Baixos                                    | 16.38 m | Marika Tuliniemi · Finlândia                                                       | 16.12 m | Linda-Marie Mårtensson · Suécia                                                            | 15.96 m |
| Arremesso de disco (1,75 kg) | Jacqueline Goormachtigh · Países Baixos                            | 58.36 m | Annika Larsson · Suécia                                                            | 53.14 m | Atanaska Angelova · Bulgária                                                               | 50.50 m |
| Lançamento de dardo          | Heli Rantanen · Finlândia                                          | 60.76 m | Nathalie Teppe França                                                              | 54.26 m | Helena Gouveia · Portugal                                                                  | 50.92 m |